# Palais Herberstein (Wien)

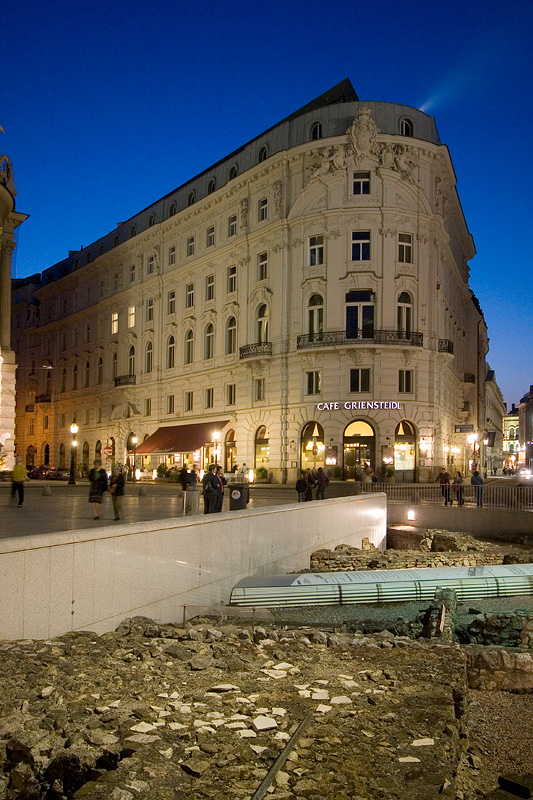
Palais Herberstein am Michaelerplatz in Wien (im Vordergrund die römischen Ausgrabungen)

Das so genannte Palais Herberstein ist ein großes gründerzeitliches Zinshaus im 1. Wiener Gemeindebezirk Innere Stadt an der Ecke Michaelerplatz/Herrengasse.

## Baugeschichte
1896 bis 1897 wurde das dort gelegene 1818 erbaute Palais Dietrichstein mit dem Literatentreffpunkt Café Griensteidl durch den heutigen Bau des Architekten Karl König ersetzt. Die gegenüber dem Vorgängerbau aus Gründen der Erweiterung des Vorplatzes um etwa 500 Quadratmeter verringerte Baufläche und die teure Innenstadtlage veranlassten Architekten und Bauherrn zu einer maximalen Ausnützung des Baugrundes. Hans Tietze vermerkte dazu 1910, der Bau Königs nehme die Ordnung des Repräsentationsbaus der Hofburg auf, könne sich aber den Luxus des kolossalen Hauptgeschoßes nicht leisten und müsse es daher in zwei Stockwerke zerlegen. Die auf das Gebäude gesetzte Kuppel störe zudem die Wirkung der Palastkuppel. Besagte Kuppel wurde 1936 von der Erbauer- und damaligen Besitzerfamilie Herberstein im Zuge einer ersten, vorrangig ökonomisch motivierten Aufstockung durch den Architekten Felix Nemecic (Felix Nemečić Baron von Bihaćgrad) (1909–1980) entfernt.

## Heutige Nutzung
1951 wurde das Gebäude von der Familie Herberstein an die Genossenschaftliche Zentralbank, die heutige Raiffeisen Zentralbank (RZB) verkauft. Einige Jahre war hier die Redaktion der Tageszeitung Der Standard eingemietet. Die RZB ließ 1998 durch den Architekten Karl Langer eine neuerliche Aufstockung und teilweise Entkernung vornehmen. Jan Tabor, ein Wiener Architekturkritiker, lobte die Intervention als „männliche Draufaufstockung“, Stadtbildbewahrer zeigten sich dagegen skeptisch. Der Bauplatz Herrengasse 1 steht somit nach wie vor im Zentrum kritischer Aufmerksamkeit. Schon der Bau aus 1897 galt als „Protzbau, der es der Hofburg gleichtun wollte“ und als „Schwelgerei in wuchtigem Neobarock“, die jüngste Aufstockung überhöht das ohnedies äußerst dominante Gebäude nochmals und stellt einen weiteren vorrangig ökonomisch motivierten Eingriff in die innerstädtische Dachlandschaft dar. Der Name Palais Herberstein ist rezenten Ursprungs und in Analogie zu werbewirtschaftlichen Begriffsbildungen wie Palais Ferstel oder „Palais Dorotheum“ zu sehen. Im Erdgeschoß befand sich ab 1990 wieder ein „Café Griensteidl“, das aber mit seinem Vorgänger nur den Namen gemeinsam hatte.